# Distretto di Barú
Il distretto di Barú è un distretto di Panama nella provincia di Chiriquí con 55 775 abitanti al censimento 2010.

## Geografia antropica

### Suddivisioni amministrative
Il distretto è suddiviso in cinque comuni (corregimientos):
- Puerto Armuelles
- Limones
- Progreso
- Baco
- Rodolfo Aguilar Delgado.